# Queste (Berg)
Die Queste ist ein 425 m ü. NHN hoher Berg im Osten der südthüringischen Kleinstadt Schmalkalden. Nach seiner Lage und kulturellen Tradition ist er der Hausberg dieser Stadt.

## Lage
Die Stadt Schmalkalden zieht sich wie ein Gürtel von Nord- über den West- bis hin zum Südhang um den Berg.

## Geschichte
Der Bergname Queste wird von altem Brauchtum abgeleitet, was auch dem Harzort Questenberg seinen Ortsnamen übertrug und dort sowie an weiteren Orten noch lebendig ist. Am Abend vor der Walpurgisnacht traf sich die Jugend zu allerlei scherzhaftem Tun. Am Sonnabend vor Pfingsten traf man sich erneut, um den Questenbaum, einen vollkommen geschälten Baum auf der Bergspitze aufzustellen. Am Ort verbrachte man die Nacht und zog am beginnenden Morgen, beim Aufgang der Sonne den Questenkranz – einen aus Birken und Buchenzweigen gebildeten ringförmigen Kranz, der an den Seiten mit jeweils einem Laubbüschel (Questen) verziert war, hinauf.
Der bis Anfang des 20. Jahrhunderts kahle Berg aus Buntsandstein wurde, vornehmlich mit Buchen, Birken und zum Teil mit Fichten, durch Schmalkaldener Bürger als Mischwald aufgeforstet. Ein Gedenkstein von 1934 trägt die Aufschrift: „Die Bewaldung der Queste erfolgte 1897-1926 durch die Schmalkalder Bürger (8 Namen). Übergabe an die Stadt im Dezember 1934“. Durch einen an sich der Stadt zugedachten Bombenteppich bei dem amerikanischen Bombenangriff am 20. Juli 1944 wurde ein großer Teil des Waldes zerstört. Das angefallene Holz wurde zum Abstützen der Luftschutzkeller in Schmalkalden verwendet. Noch heute (2015) finden sich zahlreiche, überwachsene Bombenkrater und auch vernarbte Buchen im Wald. Die Queste trägt einen relativ jungen Baumbestand.
Am Südwesthang des Berges befindet sich die Anlage des um 1590 erbauten Renaissanceschlosses Wilhelmsburg.
Auf der Queste liegt in ruhiger bewaldeter Lage auch das 1936 erbaute „Berggasthaus Queste“. Dorthin führt eine teilweise mit Buchen bestandene Allee.

## Literatur

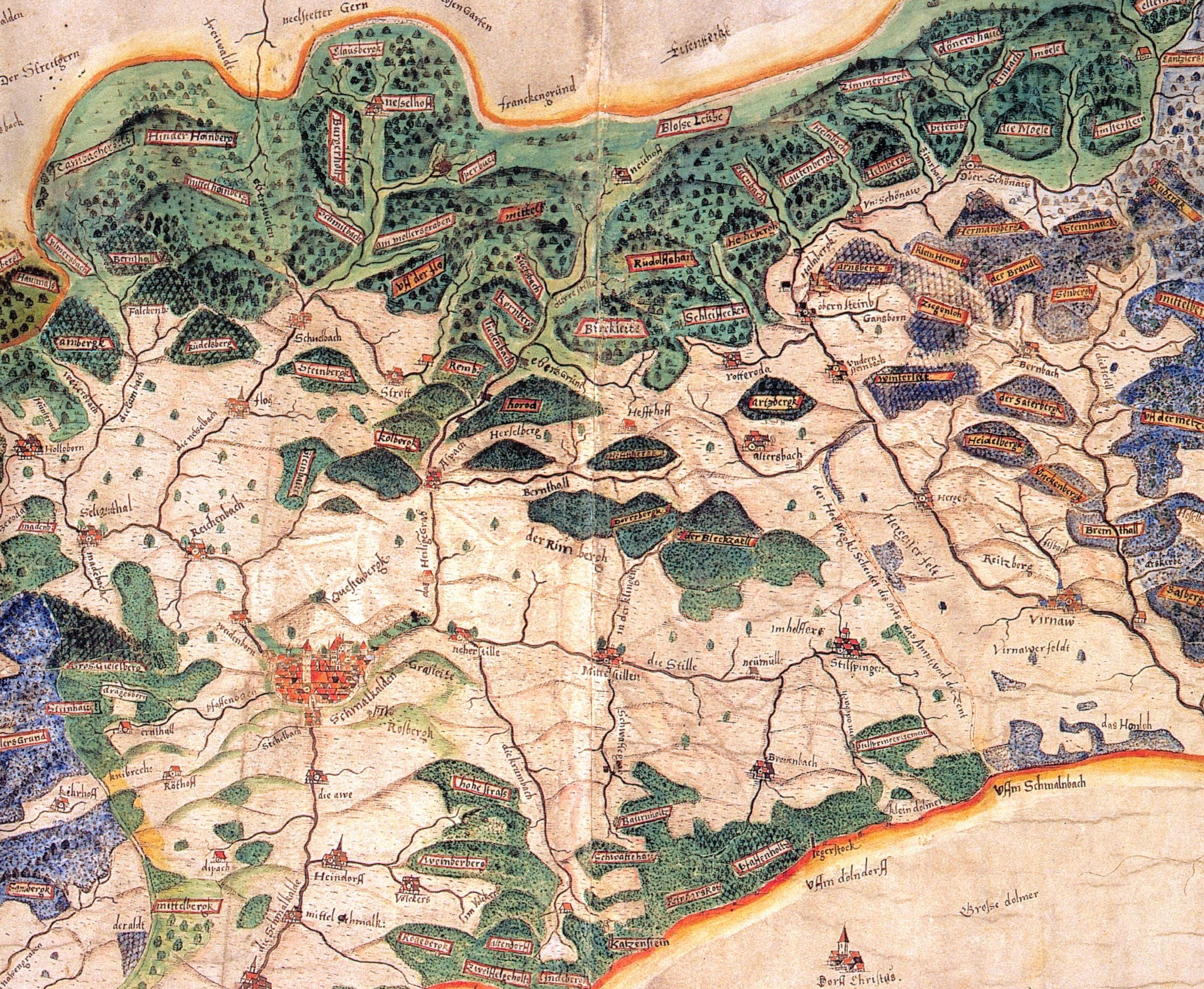
Questenberg auf einem Plan von 1589

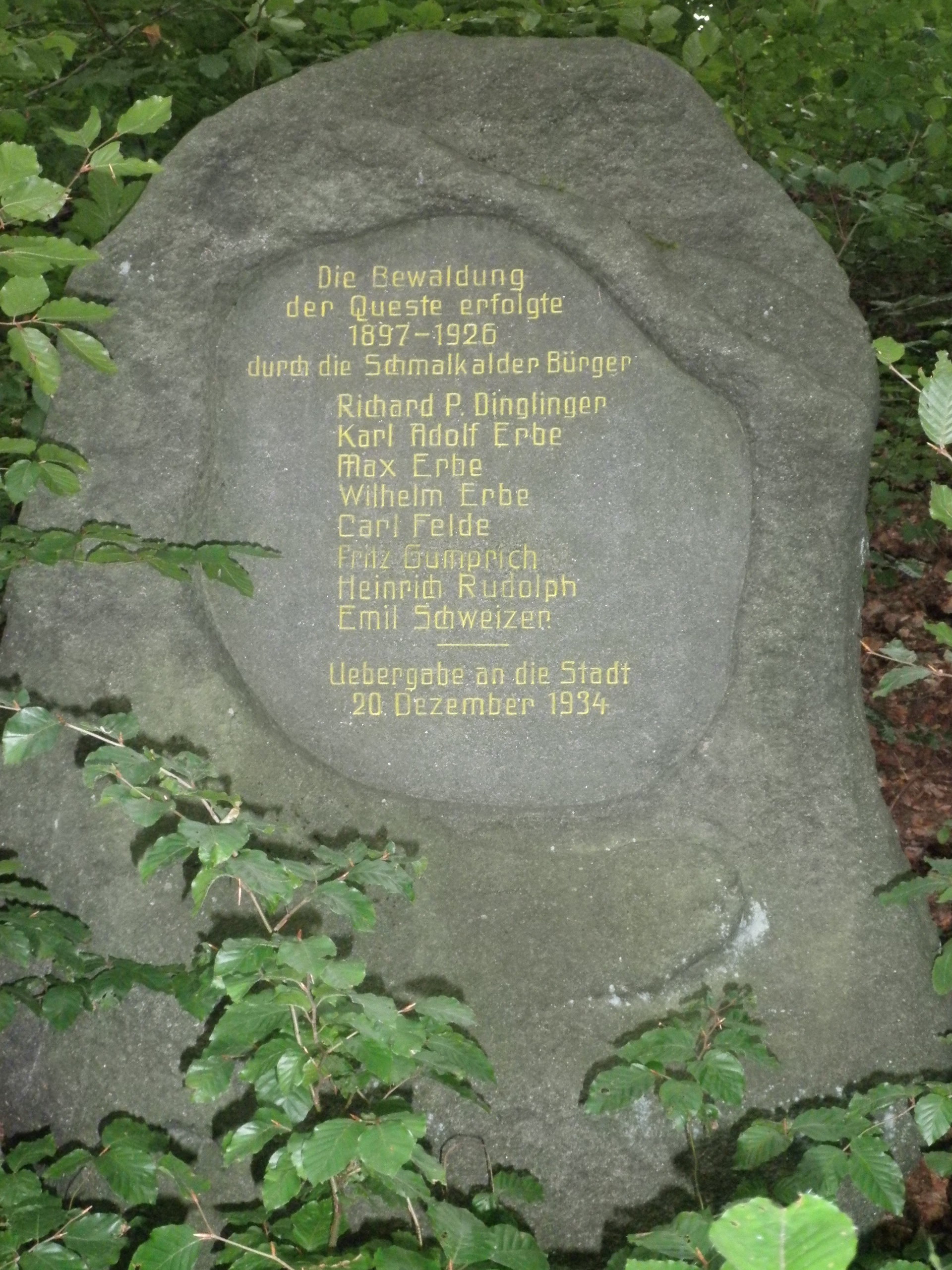
Gedenkstein von 1934 für die Bewaldung der Queste 1897–1926